# Франклин (Илиноис)
Франклин (енгл. Franklin) град је у америчкој савезној држави Илиноис.

## Демографија
По попису из 2010. године број становника је 610, што је 24 (4,1%) становника више него 2000. године.
| Група             | 2000.       | 2010.       |
| Белци             | 575 (98,1%) | 586 (96,1%) |
| Афроамериканци    | 0 (0,0%)    | 0 (0,0%)    |
| Азијати           | 0 (0,0%)    | 0 (0,0%)    |
| Хиспаноамериканци | 5 (0,9%)    | 10 (1,6%)   |
| Укупно            | 586         | 610         |